# Deng Shiru
Dèng Shírú (en Wade-Giles: Teng Shih-ju, en xinès tradicional: 鄧石如, en xinès simplificat: 邓石如); ca. 1739/1743-1805 va ser un cal·lígraf xinès que va viure durant la dinastia Qing (1644–1912).

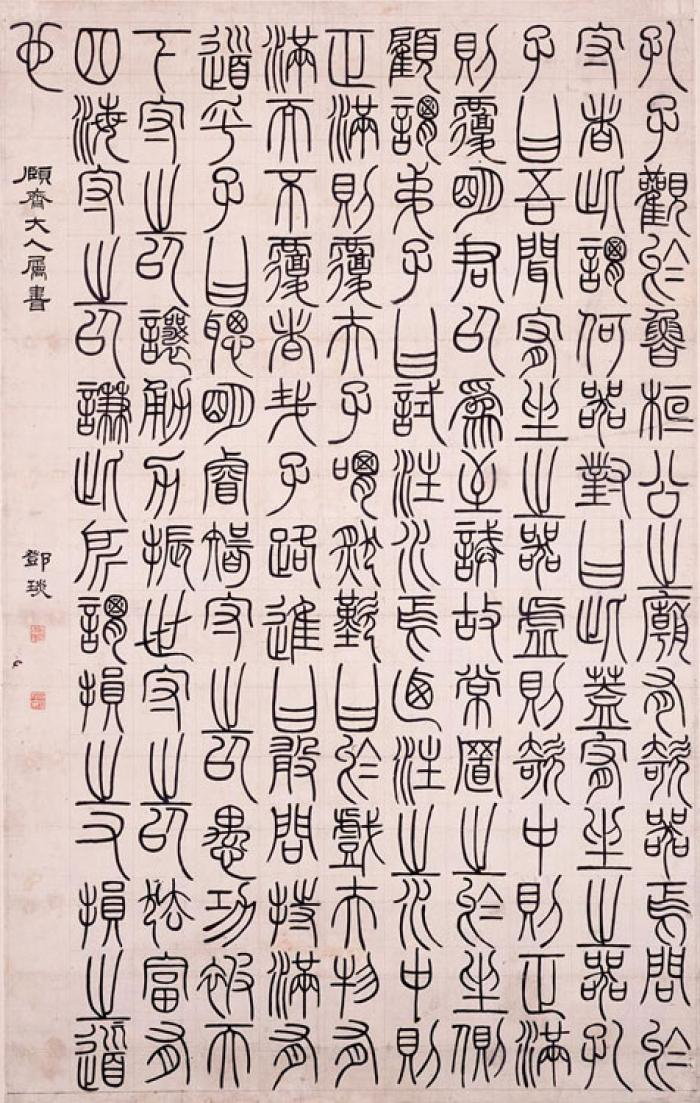
Deng Shiru, Prosa antiga del Xunzi, fet en escriptura amb lacre, Col·leccions del Museu del Palau 1796

Deng va nàixer a Huaining en la província d'Anhui. El seu nom estilitzat va ser 'Wanbo' i els seus sobrenoms van ser 'Wanbai shanren, Wan bai, Guhuan, Gu wanzi, Youji daoren, Fenshui yuzhang, i Longshan qiaozhang'. Deng estudià a l'Acadèmia Shen Chun. Ell més tard va aprendre l'art de tallar el lacrat.